# Diocesi di Eshowe
La diocesi di Eshowe (in latino Dioecesis Eshovensis) è una sede della Chiesa cattolica in Sudafrica suffraganea dell'arcidiocesi di Durban. Nel 2021 contava 80.100 battezzati su 2.908.900 abitanti. La sede è vacante.

## Territorio
La diocesi comprende le seguenti unità amministrative del Sudafrica: l'intero Zululand (eccetto i distretti di Ingwavuma, Ubombo e Hlabisa) e i distretti di Vryheid, Paulpietersburg, Ngotshe e Babanango in Natal.
Sede vescovile è la città di Eshowe, dove si trova la cattedrale di Santa Teresa del Piccolo Fiore.
Il territorio è suddiviso in 34 parrocchie.

## Storia
La prefettura apostolica dello Zululand fu eretta il 27 agosto 1921, ricavandone il territorio dal vicariato apostolico del Natal (oggi arcidiocesi di Durban).
L'11 dicembre 1923 la prefettura apostolica fu elevata a vicariato apostolico con la bolla Quae catholico nomini di papa Pio XI e assunse il nome di vicariato apostolico di Eshowe. Contestualmente ampliò il proprio territorio con altri distretti già appartenuti al vicariato apostolico del Natal.
L'11 gennaio 1951 il vicariato apostolico è stato ancora elevato a diocesi con la bolla Suprema Nobis di papa Pio XII.
Il 12 novembre 1962 ha ceduto una porzione del suo territorio a vantaggio dell'erezione della prefettura apostolica di Ingwavuma (oggi vicariato apostolico).

## Cronotassi dei vescovi
Si omettono i periodi di sede vacante non superiori ai 2 anni o non storicamente accertati.
- Thomas Spreiter, O.S.B. † (27 agosto 1921 - 14 maggio 1943 dimesso)
  - Sede vacante (1943-1947)
- Aurelian Bilgeri, O.S.B. † (12 giugno 1947 - 24 luglio 1973 deceduto)
- Mansuet Dela Biyase † (28 febbraio 1975 - 26 giugno 2005 deceduto)
  - Sede vacante (2005-2008)
- Xolelo Thaddaeus Kumalo (11 marzo 2008 - 25 novembre 2020 nominato vescovo di Witbank)
  - Sede vacante (dal 2020)
  - Wilfrid Fox Napier, O.F.M., dal 9 febbraio 2021 (amministratore apostolico)

## Statistiche
La diocesi nel 2021 su una popolazione di 2.908.900 persone contava 80.100 battezzati, corrispondenti al 2,8% del totale.
| anno | popolazione | popolazione | popolazione | presbiteri | presbiteri | presbiteri | presbiteri                | diaconi | religiosi | religiosi | parrocchie |
| anno | battezzati  | totale      | %           | numero     | secolari   | regolari   | battezzati per presbitero | diaconi | uomini    | donne     | parrocchie |
| ---- | ----------- | ----------- | ----------- | ---------- | ---------- | ---------- | ------------------------- | ------- | --------- | --------- | ---------- |
| 1950 | 15.765      | 442.906     | 3,6         | 33         | 1          | 32         | 477                       |         | 63        | 100       | 12         |
| 1970 | 42.091      | 720.000     | 5,8         | 49         | 4          | 45         | 859                       |         | 78        | 220       |            |
| 1980 | 59.148      | 1.028.000   | 5,8         | 38         | 5          | 33         | 1.556                     |         | 61        | 209       | 25         |
| 1990 | 66.514      | 1.355.000   | 4,9         | 38         | 14         | 24         | 1.750                     |         | 50        | 166       | 29         |
| 1999 | 79.725      | 2.000.000   | 4,0         | 39         | 22         | 17         | 2.044                     |         | 35        | 154       | 29         |
| 2000 | 79.950      | 2.200.000   | 3,6         | 39         | 23         | 16         | 2.050                     |         | 37        | 139       | 29         |
| 2001 | 80.000      | 2.200.000   | 3,6         | 39         | 21         | 18         | 2.051                     |         | 31        | 125       | 29         |
| 2002 | 80.000      | 2.200.000   | 3,6         | 40         | 23         | 17         | 2.000                     |         | 32        | 129       | 51         |
| 2003 | 80.600      | 2.200.600   | 3,7         | 39         | 24         | 15         | 2.066                     |         | 30        | 125       | 28         |
| 2004 | 81.000      | 2.200.600   | 3,7         | 41         | 25         | 16         | 1.975                     |         | 28        | 125       | 28         |
| 2006 | 82.400      | 2.305.000   | 3,6         | 43         | 29         | 14         | 1.916                     |         | 27        | 118       | 29         |
| 2013 | 83.100      | 2.596.000   | 3,2         | 52         | 32         | 20         | 1.598                     |         | 33        | 118       | 35         |
| 2016 | 74.600      | 2.710.000   | 2,8         | 51         | 35         | 16         | 1.462                     |         | 39        | 113       | 32         |
| 2019 | 77.930      | 2.827.940   | 2,8         | 55         | 37         | 18         | 1.416                     |         | 31        | 97        | 33         |
| 2021 | 80.100      | 2.908.900   | 2,8         | 56         | 41         | 15         | 1.430                     |         | 29        | 100       | 34         |